# Кувељо
Кувељо (итал. Cuveglio) је насеље у Италији у округу Варезе, региону Ломбардија.
Према процени из 2011. у насељу је живело 3040 становника. Насеље се налази на надморској висини од 297 м.

## Становништво
| 1936. | 1951. | 1961. | 1971. | 1981. | 1991. | 2001. | 2011. |
| ----- | ----- | ----- | ----- | ----- | ----- | ----- | ----- |
| 1.126 | 1.368 | 1.510 | 1.800 | 2.181 | 2.492 | 3.021 | 3.397 |